# Galerucinae

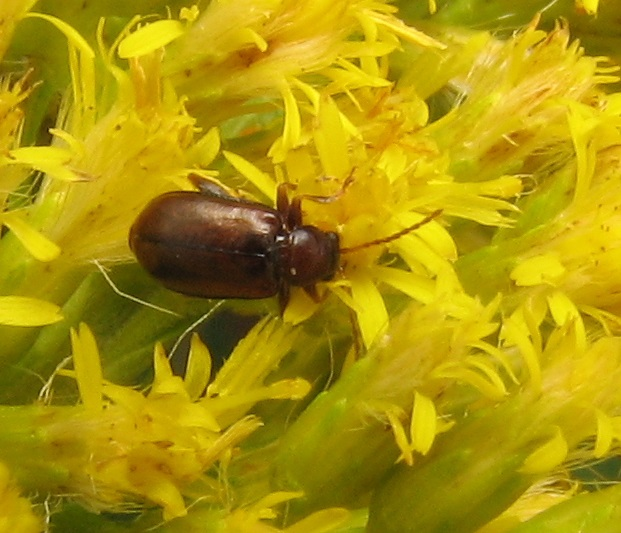
Luperaltica nigripalpis

Los galerucinos (Galerucinae) son una subfamilia de coleópteros de la familia de los crisomélidos. Se han descrito 5800 especies.
La taxonomía necesita ser actualizada.

## Géneros seleccionados

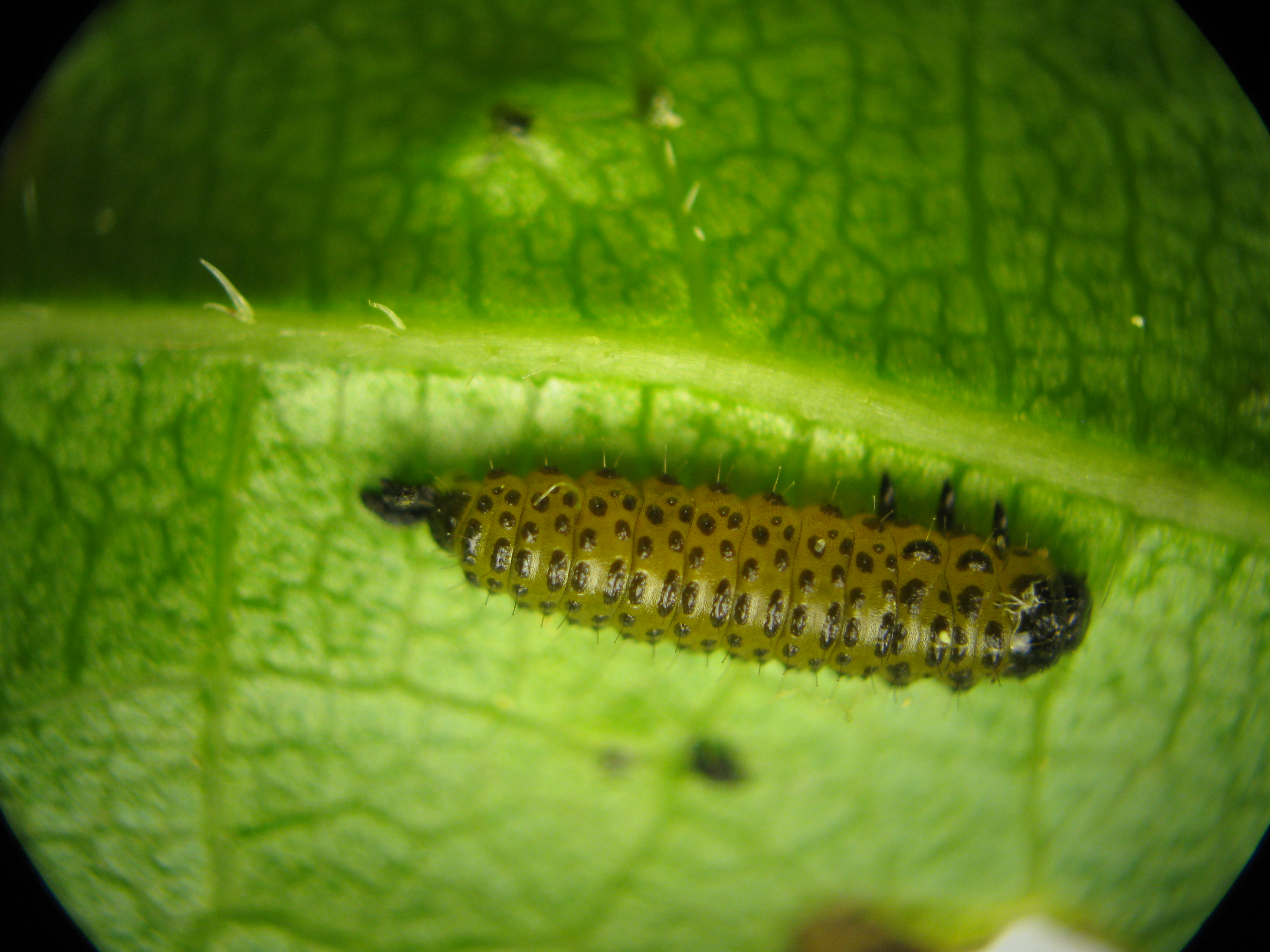
Altica sp. larva

- Acalymma
- Agelastica
- Altica
- Aplosonyx
- Arima
- Aulacophora
- Belarima
- Calomicrus
- Cneorane
- Diorhabda
- Diabrotica
- Euluperus
- Exosoma
- Falsoexosoma
- Galeruca
- Galerucella
- Khasia[3]
- Kinabalua[3]
- Leptomona
- Lochmaea
- Longitarsus Latreille, 1829
- Luperus
- Marseulia
- Menippus Clark, 1864
- Monolepta
- Nymphius
- Phyllobrotica
- Poneridia
- Psylliodes
- Pyrrhalta
- Sermylassa
- Taumacera[3]
- Theone
- Trirhabda
- Xanthogaleruca
- Yingaresca J.Bechyné, 1956